# Pandiaka richardsiae
Pandiaka richardsiae är en amarantväxtart som beskrevs av Karl Suessenguth. Pandiaka richardsiae ingår i släktet Pandiaka och familjen amarantväxter. Inga underarter finns listade i Catalogue of Life.